# 裕廊西站
裕廊西地铁站（英語：Jurong West MRT Station，代號JS6）是新加坡地鐵裕廊區域線上的車站，位于新加坡本岛裕廊西规划区。车站预计将于2027年启用。